# 珪質鞭毛藻
珪質鞭毛藻（けいしつべんもうそう、Silicoflagellates） 類は、珪酸質の内骨格を持つ藻類や原生動物をまとめた人為分類群である。白亜紀前期の出現以降、現在に至るまで形態の変化が小さく、全ての種が基環（basal ring）と呼ばれる構造を基本とした骨格を持っている。珪質鞭毛藻は微化石として新生代層から頻繁に出現し、多くの化石属を含む。現生のものは不等毛植物門ディクチオカ藻綱に属するものと、ケルコゾアのエブリア類とに分かれる。

## 分類
不等毛植物門ディクチオカ藻綱 現生/化石

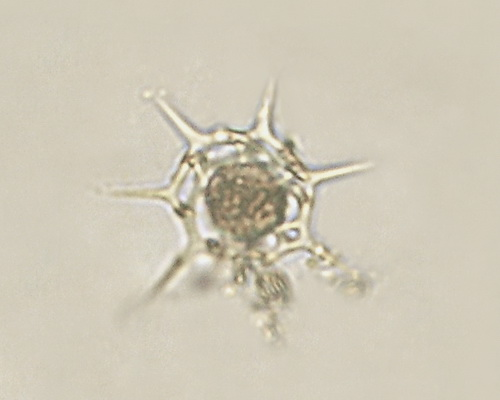
Dictyocha speculum

- Genus Dictyocha ディクチオカ属（シリカヒゲムシ）

骨格形態の変化幅が大きくバラエティに富む。D. speculum は当初“Distephanus”という別の属に分類されていたが、分子系統解析によりディクチオカ属と非常に近縁である事が判明し、統合された。2種の現生種と幾つかの亜種、数十の化石種を含む。
- D. fibula Ehrenberg, 1839
- D. speculum Ehrenberg 1839

- Genus Corbisema 化石属
  - C. triacantha
- Genus Mesocena 化石属
  - M. diodon
  - M. circulus
  - M. apiculata
  - M. pappii
- Genus Naviculopsis 化石属

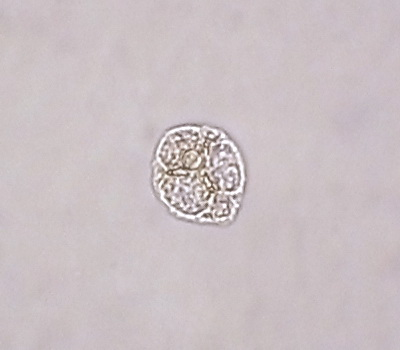
Ebria tripartita

  - N. biapiculata

エブリア類
三放射総称の基環を持つ。葉緑体を持たない従属栄養生物で、長らく系統的位置が不明であった為に珪質鞭毛藻に組み入れられる事が多かった。2006年にケルコゾアへの帰属が示され、ディクチオカ藻とは全く別の生物である事が判明している。
- Ebria tripartita (Schumann) Lemmermann, 1899
- Hermesium adriaticum Zacharias, 1906